# Jóan Petur Hentze
Jóan Petur Hentze (født 24. oktober 1831 på Sandur, død 13. august 1890) var en færøsk bonde og politiker. Han var valgt til Lagtinget fra Sandoy 1857–61 og 1873–89.
Han var søn af sysselmand Johan Michael Hentze og Marianne Jacobsdatter, sønnesøn af provst Peter Hentze, far til lagtingsmand Jóhan Michael Hentze, farfar til sagfører Gregers Johan Hentze og oldefar til advokat, lagtingsmand og minister Demmus Hentze.